# Tutto ricominciò con un'estate indiana
Tutto ricominciò con un'estate indiana è un fumetto sceneggiato da Hugo Pratt e disegnato da Milo Manara. Le coloriture sono realizzate da Laura Battaglia e Cettina Novelli.
Questo fumetto è il primo che vede la collaborazione di Pratt alla sceneggiatura e Manara alle matite. Tale collaborazione sarà ripresa per un secondo fumetto, El Gaucho.

## Edizioni italiane
Il fumetto è stato pubblicato sulla rivista Corto Maltese tra ottobre del 1983 e maggio del 1984, seguita poi da numerose riedizioni in volume, tra cui:
- Tutto ricominciò con un'estate indiana, Edizioni Milano Libri, I classici di Corto Maltese, 1986, brossurato con alette, formato cm 22,2x29, 158 pagine a colori.
- Tutto ricominciò con un'estate indiana, Edizioni CDE Milano su licenza RCS Rizzoli, 1988, cartonato, formato cm 22,3x29,7, 158 pagine a colori.
- Tutto ricominciò con un'estate indiana, Edizioni Nuova Frontiera, Roma, 1991, Collana Eldorado, brossurato, formato cm 21,5x29,5, 152 pagine in bianco e nero.
- Tutto ricominciò con un'estate indiana, Edizioni Sonzogno Tascabili, 1994, brossurato, formato cm 21,7x29, 160 pagine a colori.
- Tutto ricominciò con un'estate indiana, Il Sole 24 Ore / PaniniComics, Collana “Manara – Le opere”, 2006, cartonato, formato cm 21,5x29, 144 pagine a colori.
- Panamericana, edizione Rizzoli Lizard, 2022, cartonato, pagine a colori.  - il volume contiene anche la successiva collaborazione tra Pratt e Manara El Gaucho

## Ambientazione e personaggi
La storia è ambientata nel New England del XVII secolo, nel periodo delle prime colonie americane, nei pressi della colonia inglese di New Canaan e del villaggio pellerossa della tribù di Squando. Nelle vicinanze di New Canaan si trova la casa della famiglia Lewis, composta dalla madre Abigail, i due figli maggiori Elijah ed Abner, la figlia Phillis e il giovane Geremia. La casa dei Lewis è isolata rispetto al villaggio di New Canaan a causa della reputazione di peccatrice della madre, a cui è stato in passato marchiato a fuoco sul volto la lettera L, iniziale di Lilith. L'affascinante figlia Phillis possiede misteriosi poteri e conosce la magia delle piante silvestri.

## Trama
I coloni inglesi vivono da tempo pacificamente a contatto con gli indiani fino al drammatico mattino, durante i giorni di un'estate indiana, in cui inizia il racconto. Due indiani della tribù di Squando sorprendono Sheva, una ragazza inglese di New Canaan, sulla riva del mare e la violentano. Abner Lewis assiste alla scena e interviene, uccidendo i due indiani e portando Sheva a casa per essere assistita e curata da mamma Lewis e da Phillis. Mentre Sheva si trova in casa Lewis, i coloni inglesi incominciano le ricerche della ragazza, che è la nipote del reverendo Black, personalità molto in vista a New Canaan. Contemporaneamente gli indiani di Squando trovano i corpi dei loro due compagni assassinati e cercano di capire chi li abbia uccisi.
Rapidamente, gli eventi degenereranno fino a far scoppiare una guerra tra pellerossa e coloni inglesi mentre, sullo sfondo dell'assalto degli indiani a New Canaan, verranno a galla dettagli delle vicissitudini umane dei personaggi in netto contrasto con l'ambiente puritano della colonia. Si verranno quindi a conoscere le origini della famiglia Lewis e i rapporti, nel corso degli anni, con la famiglia del reverendo Black, con terribili storie di prevaricazioni ed abusi ed insospettabili storie di incesti ed ipocrisie di un piccolo villaggio in cui non è facile distinguere fra buoni e cattivi, fra onesti e corrotti. Ma non mancheranno anche casi di personalità rette, di amicizie sincere che travalicano i confini di razza o di ceto sociale e di grande coraggio e sacrificio.

## Temi
La storia si fonda su un'ambientazione storica e letteraria. Pratt e Manara ricostruiscono l'epoca coloniale americana del XVII secolo, che Pratt aveva già visitato nelle sue storie precedenti Ticonderoga e Fort Wheeling, e il mondo delle comunità puritane inglesi con estrema cura e correttezza nei dettagli. 
Dal punto di vista letterario, il rimando principale è La Lettera Scarlatta di Nathaniel Hawthorne, che viene apertamente omaggiato nel fumetto. Nelle pagine finali infatti, Pratt finge che il romanzo di Hawthorne sia ispirato ai fatti realmente accaduti e narrati nel fumetto. La storia mette a confronto le culture dei due villaggi con le loro profonde differenze etiche e religiose, contrapponendo il puritanesimo e spesso l'ipocrisia della comunità dei coloni alla moralità degli indiani, forse primitiva ma integra. La famiglia Lewis è il fragile punto di contatto tra le due culture: Abigail Lewis, prima da sola e con i suoi figli in seguito, ha creato legami sia con il mondo dei coloni da cui proviene, sia con quello degli indiani quando il suo mondo l'ha esiliata perché non ne accettava tutte le regole.
Graficamente “Tutto ricominciò con un'estate Indiana” è una delle opere figurativamente più affascinanti di Milo Manara, che realizza ricostruzioni storiche ed ambientali molto curate, incredibili scene di massa popolate da centinaia di personaggi e le sue predilette scene erotiche e morbose che sono funzionali al racconto.
L'utilizzo di Pratt e Manara del linguaggio cinematografico è evidente in tutto il fumetto, e un esempio è rappresentato dalla scena iniziale del fumetto. Nove tavole completamente mute raccontano lo stupro di una ragazza bianca su una spiaggia da parte di due indiani ed alla loro uccisione da parte di un cacciatore bianco. La scena viene raccontata attraverso carrellate e cambi di inquadratura che mettono a fuoco alternativamente il paesaggio e i protagonisti della scena.